# Reano
Reano (piemontesisch Rajan) ist eine Gemeinde in der italienischen Metropolitanstadt Turin (TO), Region Piemont.

## Lage und Einwohner
Reano liegt 27 km westlich von Turin im Val Sangone, zwischen den Flüssen Dora Riparia und Sangone. Das Gemeindegebiet umfasst eine Fläche von etwas mehr als 6 km² und hat 1746 Einwohner (Stand 31. Dezember 2023).
Die Nachbargemeinden sind Avigliana, Rosta, Buttigliera Alta, Villarbasse, Trana und Sangano.

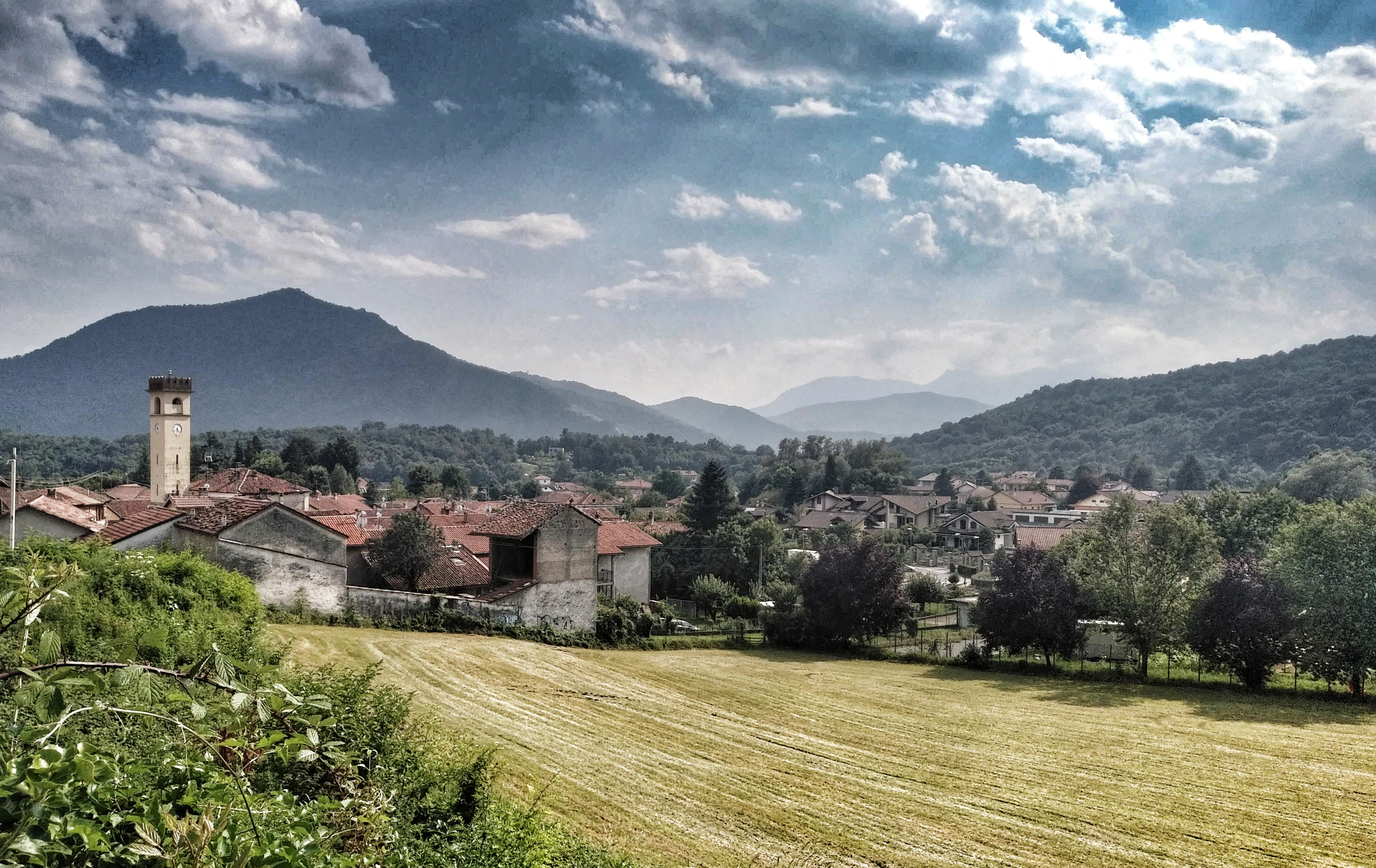
Panorama

## Geschichte

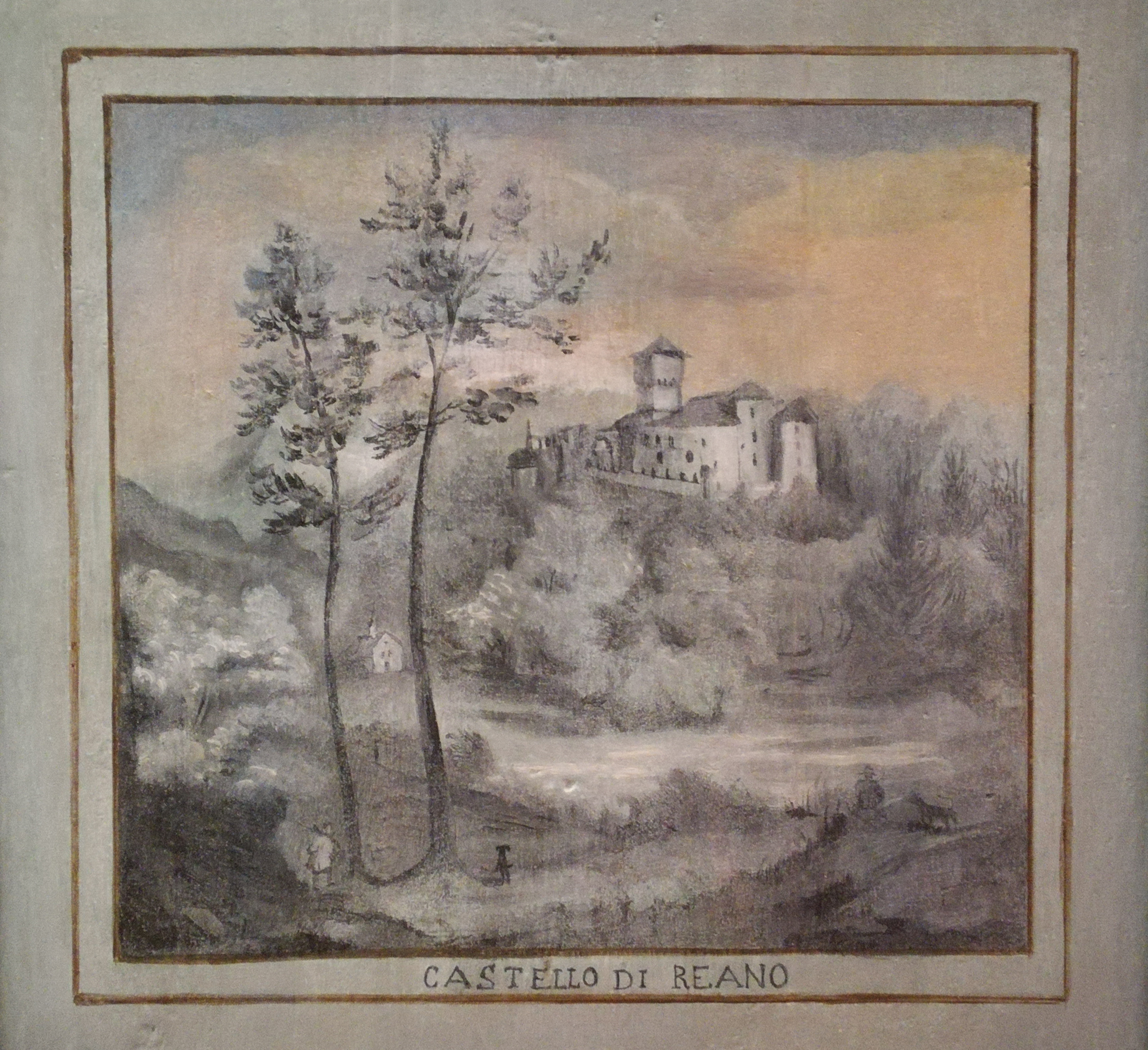
Fresko mit der Darstellung des Schlosses Reano

Der älteste urkundliche Beleg für die Existenz von Reano ist eine Urkunde vom Ende des 10. Jahrhunderts, mit der der Bischof von Turin, Garzone, die Abtei San Solutore  schenkte. „corte“ (d. h. das unbefestigte Dorf) von Reano, zusammen mit anderen Dörfern in der Nähe des Sangone. Diese Schenkung wurde 1011 von Garzones Nachfolger Landolfo bestätigt.
Der antike Teil der Stadt ist mittelalterlichen Ursprungs und wird von der Burg überragt, die im 13. und in den folgenden Jahrhunderten ein eleganter Wohnsitz war.
Von 1566 bis 1876 war es im Besitz der piemontesischen Adelsfamilie Dal Pozzo della Cisterna. Es befindet sich derzeit in Privatbesitz.